# Extol
Extol (englisch Lobpreis) ist eine christliche Metal-Band aus Oslo (Norwegen).

## Geschichte
Extol wurde 1993 von den Schülern David Husvik (Schlagzeug),  Christer Espevoll (Gitarre) sowie dessen Bruder Peter (Gesang) gegründet. Der erste Auftritt fand im Mai 1994 statt. Dazu stieg Eystein Holm am Bass ein. Das Line-up komplettiert sich mit dem zweiten Gitarristen Emil Nikolaisen, der 1995 in die Band einstieg. 1995 und 1996 nahm die Band einige Lieder auf, von denen drei auf der Kompilation Northern Lights – Norwegian Metal Compilation veröffentlicht wurden. Das erste Demo Embraced erschien 1997. Das Demo erregte die Aufmerksamkeit von Metal Blade Records, doch ein Plattenvertrag kam nicht zustande. So nahm die Band ihr erstes Album Burial zunächst in Eigenregie auf, veröffentlichte es jedoch später über das schwedische Independent-Label Endtime Productions. Das Album erschien mit Artwork von Kristian Wåhlin und machte die Band auch außerhalb Norwegens bekannt. Es wurde später über Tooth & Nail Records auch in den Vereinigten Staaten veröffentlicht.
1999 legte die Band mit der EP Mesmerized nach. Unter den über Solid State Records veröffentlichten sechs Liedern befindet sich auch ein Remix von Raison d’être sowie zwei von Sanctum. 2000 erschien das zweite Album Undeceived, allerdings mit Tor Magne Glidje am Bass. Es folgte erneut eine EP, danach wechselte die Band zu Century Media Records, wo 2003 ihr Album Synergy erschien.
Anschließend kam es wieder zu verschiedenen Line-up-Wechseln. Das folgende Album The Blueprint Dives (2005) spaltet die Fangemeinde, die sich nur zum Teil mit dem neuen, etwas poppigeren Stil anfreunden kann.
Im August 2007 gab die Band im Blog ihres offiziellen Myspace-Profils die Unterbrechung ihrer musikalischen Arbeit bekannt.
Im April 2013 kündigten Extol die Veröffentlichung eines neuen Albums an. Das selbstbetitelte Werk wurde im Juni 2013 veröffentlicht.

## Stil
Extols Musik lässt sich zu Beginn als Progressive Death/Thrash Metal beschreiben, der auch Elemente aus dem Black Metal enthielt. Ihre komplizierte, technische Spielweise war bis zum letzten Album ihr Markenzeichen. Teilweise erinnert Extol an die Band Believer oder Watchtower (besonders beim Album „Synergy“). Entfernt erinnert ihre Musik an eine Mischung aus Death und Opeth. Die Musik kombiniert Härte und Melodie, manchmal verfeinert mit Geigen- und Keyboardsoli. Die späteren Alben orientierten sich stärker am Thrash Metal, während die Band hin zum letzten Album eher an progressivere Popbands wie Radiohead oder die Alternative-Metal-Band Tool oder Deftones erinnert. Statt gutturalem Gesang ist hier auch zum ersten Mal Klargesang zu vernehmen.

## Diskografie

### Demos
- 1996: Embraced

### Alben
- 1998: Burial (Endtime Productions, später auch Tooth & Nail Records)
- 2000: Undeceived (Solid State Records, später auch Century Media Records)
- 2003: Synergy (Century Media Records)
- 2005: The Blueprint Dives (Century Media Records)
- 2013: Extol (Indie Recordings)

### EPs
- 1999: Mesmerized (Solid State Records)
- 2001: Paralysis (Endtime Productions)